# 1934年証券取引所法
1934年証券取引所法（1934ねんしょうけんとりひきじょほう、英：Securities Exchange Act of 1934）は、アメリカ合衆国における証券（株式、公社債等）の流通市場（二次市場）を規制する連邦制定法である。1934年6月6日に制定され、合衆国法典第15編第78a条 15 U.S.C. § 78a以下に法典化された、包括的な法律である。本法及び関連する各証券規制法によって、アメリカ合衆国における金融市場とその参加者に対する規制の基礎が形成されている。
アメリカでは、企業は証券の発行市場（一次市場）において何十億ドルもの資金調達を行っている。こうした発行市場を規制する1933年証券法とは異なり、1934年証券取引所法は、発行者とは通常関係ない者どうしの証券の流通を規制している。流通市場における取引によって1年間に生じる利益又は損失は、何兆ドルにも上る規模である。

## 訳語について
「証券取引法」と訳される例もあるが、ここでいう"Exchange"とは「取引所」を意味し、また、そもそもexchangeには「取引所」や「交換」という意味はあっても「取引」という意味はないため、誤訳である。

## 証券取引所
本法の規制に服する分野の一つが、現実の証券取引所、すなわち人々が証券（株式、担保付又は無担保の債券など）を売買する物理的な場所である。有名な証券取引所には、ニューヨーク証券取引所、NASDAQ、アメリカン証券取引所があり、さらにシンシナティ証券取引所（シカゴ）、フィラデルフィア証券取引所、パシフィック証券取引所などの地域的な証券取引所もある。これらの証券取引所では、スペシャリストと呼ばれる取引所のエージェントが、証券の売買を仲介している。スペシャリストの重要な役割は、市場に流動性と価格の連続性をもたらすことである。人々が簡単に証券を取得し、あるいは簡単に証券のポートフォリオを処分できるように証券取引所に来ることを考えれば、このスペシャリストの役割は取引所にとって重要なものといえる。

## 証券業協会
本法は、自らは取引所での店頭取引を行わない証券の株式仲買人（ブローカー・ディーラー）に対しても規制を行っている。電気通信技術の発展により、取引所という物理的な場所を必要としない取引が可能となった。こうしたブローカーは、以前は印刷された新聞で店頭取引の株価情報を収集し、電話での口頭のやりとりで取引を行っていた。今日では、デジタル化された情報ネットワークがブローカーどうしをつないでいる。このシステムはNASDAQ（ナスダック、National Association of Securities Dealers Automated Quotation System）と呼ばれている。

## 自主規制組織 (SRO)
1938年、1934年証券取引所法はマロニー法 (Maloney Act) によって改正され、全国的な証券業協会の設立及び登録が認められ、証券取引委員会 (SEC) の監督下にある会員の行為を監督することになる。この改正によって、自主規制組織 (SRO, Self-Regulatory Organization) である全米証券業者協会 (NASD) が設立された。NASDは、ブローカーや業者の監督について第一次的責任を負うこととなり、後には、NASDAQ株式市場の規制に当たることとなった。1996年、SECは、NASDが規制当局としての責任よりもNASDAQの運営者としての利益を優先していると批判した。そのため、NASDは、ブローカー、業者の規制に当たる団体と、NASDAQ市場の規制に当たる団体の二つに分割された。2007年、NASDは、既にAMEX（アメリカン証券取引所）を買収済みであったニューヨーク証券取引所 (NYSE) と合併し、Financial Industry Regulatory Authority（FINRA）が設立された。現在、FINRAが唯一の自主規制組織 (SRO) となっている。

## その他の取引プラットフォーム
この30年間に、ブローカーらは証券取引に新しく二つのシステムを作り出した。ATS (Alternative Trading Systems) は、ブローカー、ディーラーその他の市場参加者をつなぐ小規模な私設のネットワークを通じて、株式が一般に売り買いされる準取引所である。ATSは、取引量が比較的少なく、取引が少数のブローカー、ディーラーによってコントロールされる傾向にある点で、取引所や証券業協会と異なる。ATSは、ニッチ（隙間）の市場として、私的な流動性のプールとして機能している。1990年代後半にSECが発した規制であるReg ATSは、これらの小規模市場に対し、（1）NASDにブローカーとして登録するか、（2）証券取引所として登録するか、（3）低い取引量の上限の下に規制対称外のATSとして営業するかのいずれかを求めている。
ATSの特殊な形態である電子証券取引ネットワーク (ECN) は、証券取引の「ブラックボックス」と呼ばれてきた。ECNは、完全に自動化されたネットワークであり、売り注文と買い注文を匿名のままマッチングする。多くのトレーダーは、1つ以上の取引機構（取引所、NASDAQ、ECNまたはATS）を利用して大口の売買注文を行うが、1つの市場に過度に依存した大口取引は、対象証券の取引価格を不利に変動させる可能性が高いことを意識している。

## 発行者の継続開示
1933年証券法においても、発行者に関する適時の情報提供が証券価格の効果的な形成にとって重要であることは認識されているものの、同法で求められている情報開示（登録届出書及び目論見書）は、1回限りのもの（発行開示）である。1934年証券取引所法は、この情報開示の要求を流通市場における証券取引にも拡充した（継続開示）。当該会社が一定数以上の株主及び一定額以上の資産を有する場合（本法12条、13条、15条により株主数が500以上、資産額が1000万ドル以上）、証券取引所法は、発行者が定期的にSECに対し会社情報を一定の書式（年次報告書である10-K、四半期報告書である10-Q）で提出することを義務づけている。提出された報告書は、ウェブサイト「EDGAR」を通じて一般に公開される。また、会社について重要な事項が発生した場合（CEOの交代、監査会社の交代、会社資産の大幅な減少など）、SECは、当該会社が、これらの変更を反映した書式8-Kを4営業日以内に提出することを求めている。これらの継続開示が求められることで、証券の買い手は会社の価値をより良く評価することができ、そうした情報に基づいて株式の売買を行うことができる。

## 不公正な取引の規制
1933年証券法にも、不公正な取引に対する規制（第17条 反詐欺条項）が含まれるが、1934年証券取引所法の制定時には、反詐欺条項の適用範囲や、買い手が私的訴権（政府による訴訟ではなく、私人個人が株式発行者又は関連市場関係者を相手に民事訴訟を提起することができる権利）を有するか否かについて未解決の問題が残っていた。1934年証券取引所法の10条(b)、及びそれに対応するSEC規則10b-5には、不公正な取引に対する包括的な規制文言が盛り込まれている。1934年証券取引所法10条(b)（改正後の条文）は、次のように規定している（当該部分）。
いかなる者も、直接又は間接に、何らかの州間通商の手段若しくは方法、又は何らかの全国的証券取引所の設備を用いて、次の行為をすることは違法とする。

(b) 全国的証券取引所に登録されたいかなる証券、若しくはその登録がされていないいかなる証券の売買に関しても、又は証券に基づくスワップ取引の合意（グラム・リーチ・ブライリー法 206B条に規定）に関しても、証券取引委員会が公益のため又は投資家の保護のために必要又は適切なものとして定めることができる法令及び規則に反するような、何らかの操縦的又は詐害的な計画又は仕組みを使用し、又は採用すること。

この1934年証券取引所法10条(b)は合衆国法典第15編第78j– b条 15 U.S.C. §§ 78j–bに法典化されている。
証券関係訴訟における本法10条(b)及び規則10b-5の適用範囲は広く、実用性は大きい。規則10b-5は、インサイダー取引のケースについてだけではなく、価格操作（株式の操作によって意図的に株価を上昇させ、又は下落させること）、株価を上昇させるための偽の会社売却情報、さらには関連情報を投資家に提供しなかったケースにまで適用されてきた。証券関係訴訟の分野における原告は、個別的な証券取引所法の反詐欺条項違反のほかに、本法10条(b)及び規則10b-5違反を「キャッチオール」の（包括的な）主張として陳述する場合が多い。

## 国家安全保障上の理由による報告義務の免除
1934年証券取引所法の13条(b)(3)(A)は、「アメリカ合衆国の国家安全保障に関する問題に関し」、大統領又は行政委員会の長は、会社に対し、一定の重要な法的義務を免除することができると規定する。その義務の中には、正確な「帳簿、記録、会計」を保持すること、並びに金融取引の適正及び「一般に公正妥当と認められた会計原則」(GAAP) に適合した財務報告書の準備を確保する「に十分な内部的な会計上の統制システム」を管理することが含まれる。
2006年5月5日、ブッシュ大統領は、連邦官報の告知において、同条項に基づく権限を国家情報長官であるジョン・ネグロポンテに委任した。当局が「ビジネスウィーク」誌に語ったところによれば、これは大統領がホワイトハウスの外部の者に権限を委任した最初の例だという。